# Pale Blue Eyes
«Pale Blue Eyes»  — песня, написанная и спетая Лу Ридом и исполненная группой The Velet Underground. Она была включена в третий альбом группы 1969 года The Velvet Underground.
Несмотря на название, "Pale Blue Eyes" (Бледные голубые глаза) была написана о ком-то, чьи глаза были карие, об этом упоминал Рид в своей книге Between Thought and Expression. В ней также сказано, что песня была вдохновлена первой любовью Лу Рида - Шелли Альбин, которая к тому времени была уже замужем за другим мужчиной.
В честь первого воссоединения группы в 1990 году, Лу Рид хотел исполнить "Pale Blue Eyes" на концерте в Fondation Cartier. Потом кто-то напомнил ему, что песня была написана уже после того как Джон Кейл покинул группу, Рид сказал: "Хорошо, тогда мы сыграем 'Heroin'".

## Участники записи
- Лу Рид – вокал, электрогитара
- Дуг Юл – бас, Hammond organ, бэк-вокал
- Стерлинг Моррисон – электрогитара, бэк-вокал
- Морин Такер – тамбурин

## Наиболее известные кавер версии
Песня "Pale Blue Eyes" была перепета множеством артистов со слов Лу Рида и Морина Такера из группы Velvet Underground:
- Патти Смит исполняла эту песню с 1960-х вплоть до 1970-х.
- Power of Dreams  записал кавер версию песни для своего "There I Go Again" EP в 1992 году
- Edwyn Collins записала эту песню с Paul Quinn и выпустила её синглом в 1984 году.
- R.E.M. записали свою версию песни на стороне B сингла "So. Central Rain", выпущенном в 1984 и включили ее в свой альбом 1987 года Dead Letter Office.
- Marisa Monte записала кавер версию песни в 1994 году для своего альбома Verde, Anil, Amarelo, Cor de Rosa e Carvão (a.k.a. Rose and Charcoal).
- Alejandro Escovedo включил свою живую версию песни (дуэт с Kelly Hogan) и выпустил её в 1999 на Bourbonitis Blues.
- Counting Crows перепевали эту песню несколько раз на живых выступлениях в 2003 и позже.
- The Kills записал свою версию песни в 2010 году и выпустил её на стороне B в начале 2012 года.[7]
- G. Love записал эту песню на своём альбоме 2011 года Fixin' to Die.
- Андреа Корр исполнила "Pale Blue Eyes" на  своём альбоме 2011 года Lifelines.
- Schiller на своём альбоме 2012 года Sonne remixed Andrea Corr's cover.
- Metric вместе с Lou Reed, исполнили "Pale Blue Eyes" на Radio City Music Hall в Нью-Йорке в сентябре 2012 года.
- Elizabeth Cook исполнила кантри версию песни на Late Show With David Letterman 2 июня 2014 года.
- После известий о кончине Лу Рида, The Killers исполняли свою кавер версию песни во время своего выступления на фестивале Life Is Beautiful Music FestivalLife Is Beautiful в Лас-Вегасе 27 октября 2014 года.
- Джо Хенри перепел эту песню на саундтреке альбоме 2008 года для телесериала Crossing Jordan.
- Fistful of Mercy исполнили эту песню в своём видео 2011 года.[8]
- Карла Моррисон записала эту песню на испанском языке для саундтрека How To Be A Latin Lover.[9]

## В поп-культуре
Инструментальная версия песни использовалась в фильме Джулиана Шнабеля 2007 года Скафандр и бабочка.  Песня также использовалась в сцене из фильма 2008 года Август, так же как и в фильме 2009 года Парк культуры и отдыха, фильме 2010 года Вертикальный луч солнца и в фильме 2015 года Регулярное Шоу: фильм.
Оригинальная песня была показана во время финальных сцен эпизода Cold Case (CBS) от 25 января 2009 года под названием «The Brush Man». В этой программе регулярно звучит музыка, популярная в то время, когда расследовалось холодное дело. Хотя убийство в этом эпизоде произошло в 1967 году, «Бледно-голубые глаза» были записаны в 1969 году. Песня была также показана в эпизодах «Перекресток Джордан», «Бахрома» и «Двойка».
The Killers воздали должное Лу Риду в день его смерти, исполнив эту песню на первом фестивале «Жизнь прекрасна» в Лас-Вегасе. [9] Эта песня была использована в фильме Cartoon Network 2015 года в Regular Show: The Movie.